# جيمس روبرت فورد
جيمس روبرت فورد (بالإنجليزية: James Robert Ford)‏ هو فنان تنصيبي بريطاني، ولد في 6 مايو 1980 في فريملي في المملكة المتحدة.

## وصلات خارجية
- الموقع الرسمي